# Dengfeng
Dengfeng (登封 ; pinyin : Dēngfēng) est une ville de la province du Henan en Chine. C'est une ville-district placée sous la juridiction administrative de la ville-préfecture de Zhengzhou. Les monuments historiques de Dengfeng au « centre du ciel et de la terre » ont été inscrits sur la liste du patrimoine mondial de l'UNESCO le 31 juillet 2010.

## Histoire
La ville fut jadis appelée Ji (冀) et/ou Yangcheng (陽城) et fut sous le règne de Yu le Grand (大禹), premier roi de la dynastie Xia, la capitale de la Chine.

## Démographie
La population du district était de 610 869 habitants en 1999 et près de 650 000 en 2010.

## Sport
La ville est devenue la « capitale » chinoise du Kung-fu : elle compte plus de soixante écoles d'arts martiaux et plus de 50 000 élèves, en raison de la présence du Monastère Shaolin.